# 쓰키지

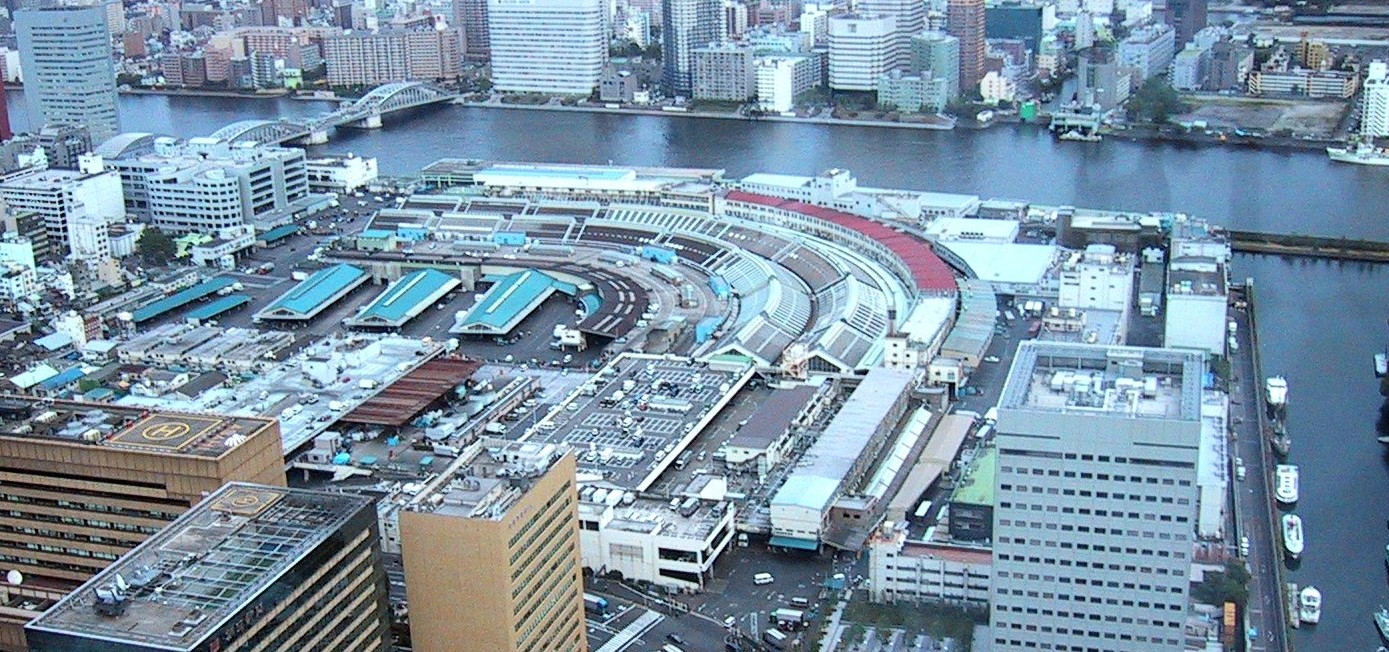
쓰키지 시장

쓰키지(일본어: 築地, つきじ)는 일본 도쿄도 주오구의 지명이다. 원래는 매립지로서 외국인 거류지와 해군양성학교가 몰려 있는 곳이었으며, 오늘날에는 쓰키지 시장이 있는 곳으로 유명하다.
메이지 시대부터 교바시 구청이나 현재 중앙 구청이 있었고, 오구, 교바시 지역의 행정적 중추를 담당해왔다. 따라서 경찰서, 우체국 등 행정 기관이 집중되어 있다. 도쿄 만의 하구에 접하고 있는 토지 형태로 해군과 중앙 도매 시장 등 해운 관련 시설이 존재했다. 지역 이름 교바시를 따서 교바시 쓰키지라고도 한다.

## 역사

### 기원
쓰키지는 원래 ‘매립지’라는 의미로 도쿄 쓰키지도 매립지이다. 에도 시대, 1657년(메이레키 3년)의 메이레키 대화재 때 소실되었던 아사쿠사 의에도 아사쿠사 고보 (현재의 쓰키지혼간지)의 이전을 위해 쓰쿠다지마(佃島)의 거주자에 의해 이 땅이 조성되었다. 그 후, 정토진종의 사원과 묘지가 속속 건립되었고, 주변은 테라마치처럼 되었다. 다른 지역은 무가 저택이 많이 늘어서 있었다.
1869년에는 쓰키지뎃포주(현재 미나토에서 아카시쵸)에 외국인 거류지도 마련됐다. 이 때문에 재일 미국인 자녀를 위한 학교인 아메리칸 스쿨 인 재팬이 1902년 개교 시에 설치되어 있었다. 또한 나카쓰번 번사 후쿠자와 유키치가 난학 학원을 연 곳이기도 하다.
에도 시대 말기, 에도 막부는 군사력 증강을 목적으로 쓰키지에 강무소를 설치한 후 해군 부문의 군함조련소를 설치하였고, 카쓰 가이슈 등이 교수로 부임했다. 메이지 유신 이후, 영주 저택, 강무소 흔적은 메이지 정부에 접수되어 태평양 전쟁 이후 일본 해군이 해산될 때까지 주로 해군 용지로 사용되었다. 과거에 쓰키지에 있던 제국 해군 관계 시설은 다음과 같다.
- 해군 본성: 1872년, 오와리번에 설립되었다. 현재 해군 발상지(해군경 기를 게양한 요쿠온엔(浴恩園)내의 가산 :기산이라고 했다)로 스이징 신사가 모셔져 있다.
- 해군 사관학교: 1869년, 해군조련소로 히로시마번에서 창립되어, 이듬해 해군병학교 기숙사로 1876년에 해군사관학교로 개칭되었다. 1887년에 히로시마 에타지마로 이전되었다.
- 해군 군의관 학교: 1873년, 해군병원 부속 학사로서 창립되었다. 1880년에 폐교가 되지만, 1882년에 해군 의무국 학사로 시바에 재건되어 1889년에 해군 군의관학교로 개칭되었다. 또한 1908년에 쓰키지로 이전되어 1929년에 쓰키지 5번가에 신축 이전하였다. 현재 부지는 국립 암연구센터 중앙병원이다.
- 군함조련소: 1857년, 에도 막부가 강무소 내에 군함 교육소로 개설했다. 1859년, 카쓰 가이슈가 포술 교수가 되었고 개명했다. 네덜란드에서 기증한 간코마루(이전 명칭 : 좀빙 호)에서 승무원 훈련이 이루어졌다.
- 해군 경리 학교: 1888년, 그때까지 지산에서 텐진타니(天神谷)에 있던 해군 회계청사를 이전, 1907년에 개명했다. 1932년에 가치도키바시(勝鬨橋) 니스즈메(西詰)에 신축 이전하였고, 태평양 전쟁이 끝난 후 1945년에 폐교되었다.

### 쓰키지 시장
1923년 관동 대지진으로 쓰키지 일대는 잿더미가 되었다. 이에 일본 정부는 <제국부흥계획>을 세워 하루미도리와 신오바시도리 등의 대로 건설과 구획정리를 단행했고, 이에 따라 쓰키지에 있던 많은 사찰들은 다른 곳으로 이전하였다. 부흥계획이 마무리된 1935년경에는 니혼바시에 있던 어시장 (지진으로 파괴)이 쓰키지 해군부지로 이전하였으며, 이전한 구역 외에도 시장이 형성되었다.
1941년 태평양 전쟁이 터지고서는 수산물 출하가 중지되면서 잠시 한산한 지역이 되기도 하였으나, 전후 1950년부터 출하를 재개하였다. 1966년 7월 1일에는 주거표시제가 실시되었다. 쓰키지는 도쿄 중심부에 있어 교통이 편리하고, 긴자와도 밀접해 금세 번성하였다. 하지만 1990년대부터 시장 건물의 노후화와 주차시설 부족으로 심야시간대 트럭 불법주차 등이 문제로 불거지면서 시장 부지이전이 본격적으로 논의되었고, 2010년에는 이시하라 신타로 도쿄 지사가 매립개발지인 도요스로 이전하겠다는 계획을 밝혔다.
하지만 2016년 고이케 유리코 도지사가 도요스 일대의 토양오염 문제를 이유로 이전계획을 2년 정도 늦추어, 그 시점을 2018년 10월로 다시 예정하였다. 쓰키지 시장이 이전하고 난 자리에는 2020년 도쿄 올림픽의 선수촌이 들어서는 임해부 지역과 도심을 연결하는 도로가 착공될 예정이다.

## 지역
정부기관과 명소
- 주오 구청
- 쓰키지 경찰서
- 국립암연구센터
- 도쿄국세국
- 도쿄도 중앙도매시장 쓰키지 시장
- 도쿄 극장
- 쓰키지 혼간지

기업
- 아사히 신문 도쿄 본사, 하마리큐 아사히 홀
- 교도 텔레비전 본사
- 니치레이 본사
- 스미토모 생명보험 도쿄본사

## 교통
철도
- 도에이 지하철 오에도 선  쓰키지 시장 역
- 도쿄메트로 히비야 선  쓰키지 역
- 도쿄메트로 유라쿠초 선  신토미초 역

도로
- 도쿄도도 지바현도 50호 도쿄시나가와 선（신오바시도리）
- 도쿄도도 304호 히비야토요스후토시노노초 선（하루미도리）